# Cirrhigaleus
 Cirrhigaleus  ist eine Gattung innerhalb der Dornhaie (Squalidae), die aus zwei oder drei Arten besteht: dem Mandarinschnauz-Dornhai (C. barbatus) und dem Rauhaut-Dornhai (C. asper) als anerkannte Arten sowie dem 2007 beschriebenen Südlichen Mandarinschnauz-Dornhai (C. australis).

## Aussehen und Merkmale
Die Arten der Gattung Cirrhigaleus sind mittelgroße Haie mit einer maximalen Körperlänge um 120 Zentimeter. Sie gaben einen typischen gedrungenen Körper mit einem breiten, flachen Kopf. Auffällig sind die beiden Barteln, die an den Nasenlöchern beginnen und beim Mandarinschnauz-Dornhai besonders lang sind und bis zum Maul reichen.
Sie haben eine graubraune Rückenfärbung und einen weißen Bauch, die Haut ist im Vergleich zu anderen Haien sehr derb. Die Hinterränder aller Flossen sind weiß ohne weitere Zeichnung. Verwechslungen der beiden Arten können aufgrund der deutlich längeren Barteln des Mandarinschnauz-Dornhais und des unterschiedlichen Verbreitungsgebietes vermieden werden.
Sie besitzen keine Afterflosse und zwei Rückenflossen mit den ordnungstypischen Stacheln vor den Rückenflossen. Die erste Rückenflosse beginnt hinter dem Ende der Brustflossen und ist etwas größer als die zweite Rückenflosse. Die Brustflossen sind groß und breit dreieckig. Wie alle Arten der Ordnung besitzen die Tiere fünf Kiemenspalten und haben ein Spritzloch hinter dem Auge.

## Lebensweise
Beide Arten leben in Küstennähe über dem Kontinentalschelf und kommen in Tiefen von 70 bis über 600 Metern vor. Dabei leben beide vor allem in Bodennähe oder direkt am Meeresboden. Das Nahrungsspektrum des Mandarinschnauz-Dornhais ist bislang nicht bekannt, der Rauhaut-Dornhai ernährt sich von kleinen Knochenfischen und Weichtieren wie Tintenfischen. Es wird angenommen, dass die Barteln Chemorezeptoren zum Aufspüren von Beutetieren enthalten. Für den Menschen sind beide Arten ungefährlich.
Sie sind wie andere Arten der Ordnung lebendgebärend, wobei das Muttertier 10 bis 22 Junghaie zur Welt bringt (Beim Mandarinschnauz-Dornhai ist bislang nur ein Wurf mit 10 Junghaien dokumentiert). Die Geschlechtsreife erlangen die Haie mit einer Länge von 85 bis 110 Zentimetern.

## Verbreitung
Die Verbreitungsgebiete der Arten umfassen mehrere voneinander getrennte Gebiete in allen Weltmeeren. So kommt der Rauhaut-Dornhai im westlichen Indischen Ozean, vor der Küste Afrikas, im Zentralpazifik sowie im Golf von Mexiko und vor der südbrasilianischen Küste vor. Der Mandarinschnauz-Dornhai kommt südlich von Japan im Nordpazifik vor und der neu beschriebene Südliche Mandarinschnauzen-Dornhai besitzt ein relativ großes Verbreitungsgebiet in den Riffgebieten Neuseelands und vor der Ostküste Australiens.

## Systematik
Die Gattung Cirrhigaleus besteht aktuell aus zwei oder drei Arten: dem Mandarinschnauz-Dornhai (C. barbatus) und dem Rauhaut-Dornhai (C. asper) als anerkannte Arten sowie dem 2007 beschriebenen Südlichen Mandarinschnauz-Dornhai (C. australis), der die Vorkommen der bisher als Mandarinschnauz-Dornhai gefassten Populationen vor den Küsten Australiens und Neuseelands umfasst und somit ersteren auf die nordpazifischen Vorkommen reduziert.

## Gefährdung
Der Rauhaut-Dornhai und der Südliche Mandarinschnauz-Dornhai sind in der Roten Liste der IUCN als „data deficient“ aufgenommen, es liegen also zu wenig Daten für eine Gefährdungseinschätzung vor. Sie werden nicht kommerziell befischt und dementsprechend nur als Beifang gefangen. Der Mandarinschnauz-Dornhai wurde in der Roten Liste der IUCN ab 2003 zunächst als Art der Vorwarnliste („near threatened“) eingestuft, da er in seinem Verbreitungsgebiet nur selten gesichtet bzw. als Beifang in der Fischerei gefangen wurde, 2020 jedoch als nicht gefährdet („least concern“) gewertet.

## Belege
1. ↑  William T. White1, Peter R. Last, John D. Stevens: Cirrhigaleus australis n. sp., a new Mandarin dogfish (Squaliformes: Squalidae) from the south-west Pacific Zootaxa 1560, 2007: S. 19–30.
2. ↑  Cirrhigaleus asper in der Roten Liste gefährdeter Arten der IUCN 2024.1. Eingestellt von: Finucci, B., Cheok, J., Cotton, C.F., Kulka, D.W., Neat, F.C., Rigby, C.L., Tanaka, S. & Walker, T.I., 2019. Abgerufen am 14. Oktober 2024.
3. ↑  Cirrhigaleus australis in der Roten Liste gefährdeter Arten der IUCN 2024.1. Eingestellt von: White, W.T. & Valenti, S.V., 2016. Abgerufen am 14. Oktober 2024.
4. ↑  Cirrhigaleus barbifer in der Roten Liste gefährdeter Arten der IUCN 2024.1. Eingestellt von: Rigby, C.L., Bin Ali, A., Bineesh, K.K., Chen, X., Dharmadi, Ebert, D.A., Fahmi, Fernando, D., Gautama, D.A., Ho, H., Hsu, H., Maung, A., Sianipar, A., Tanay, D., Utzurrum, J.A.T., Yuneni, R.R., Zhang, J. & Derrick, D., 2020. Abgerufen am 14. Oktober 2024.